# HHH-Syndrom
Das HHH-Syndrom (Triple-H-Syndrom) ist ein bei Menschen auftretender, sehr seltener angeborener, das Ornithin betreffender Stoffwechseldefekt mit den namensgebenden Hauptmerkmalen Hyperornithinämie (Erhöhung des Ornithin-Spiegels im Blutplasma), Hyperammonämie, Homocitrullinurie (Erhöhung des Homocitrullin im Urin).
Synonyme sind: ORNT1-Mangel; Ornithin-Translokase-Mangel; Ornithin-Transporter-Mangel
Die Erstbeschreibung stammt aus dem Jahre 1969 durch die US-amerikanische Ärztin Vivian E. Shih und Mitarbeiter.
Die Erkrankung ist nicht zu verwechseln mit dem H-Syndrom.

## Verbreitung
Bislang wurde über etwa 122 Betroffene berichtet, die Vererbung erfolgt autosomal-rezessiv. Die Erkrankung tritt gehäuft bei Menschen mit franko-kanadischer Abstammung auf.

## Ursache
Der Erkrankung liegen Mutationen im SLC25A15-Gen auf Chromosom 13 Genort q14.11 zugrunde, welches für die Ornithin-Aminotransferase kodiert (Mitochondrieller Ornithin-Transporter).

## Klinische Erscheinungen
Klinische Kriterien sind:
- Krankheitsbeginn variabel (8 %) im Neugeborenen-, (92 %) im Kindes- bis Erwachsenenalter
- wiederholte Episoden von Lethargie, Krampfanfällen, Koma aufgrund Hyperammonämie
- Geistige Retardierung
- Muskelhypotonie, Ataxie, Lähmungserscheinungen

## Diagnose
Zusätzlich zu den namensgebenden Laborveränderungen kann der gestörte Transport von Ornithin in die Mitochondrien nachgewiesen werden und sichert die Diagnose, auch ggf. pränatal. Dieser Test ist auch für die vorgeburtliche Diagnostik geeignet.

## Differentialdiagnose
Abzugrenzen sind Carbamoylphosphat-Synthetase-Mangel und Ornithin-Transcarbamylase-Mangel.

## Therapie
Die Behandlung besteht in eiweißarmer Ernährung mit zusätzlicher Einnahme von Arginin und Citrullin.